# Chủ nghĩa Putin

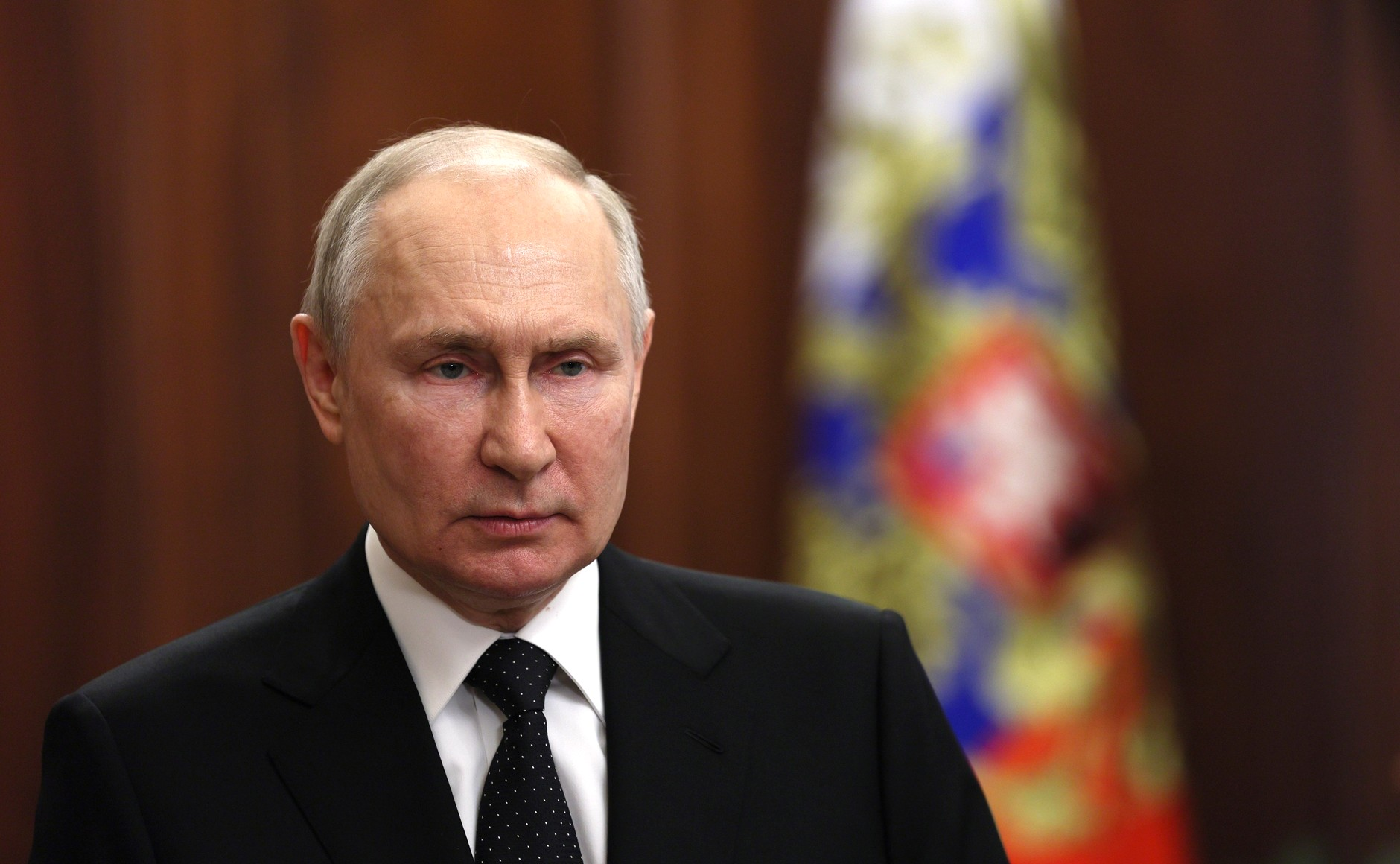
Putin vào ngày 24 tháng 6 năm 2023 trong thời điểm tập đoàn quân sự tư nhân Wagner đang nổi dậy và tiến về thủ đô

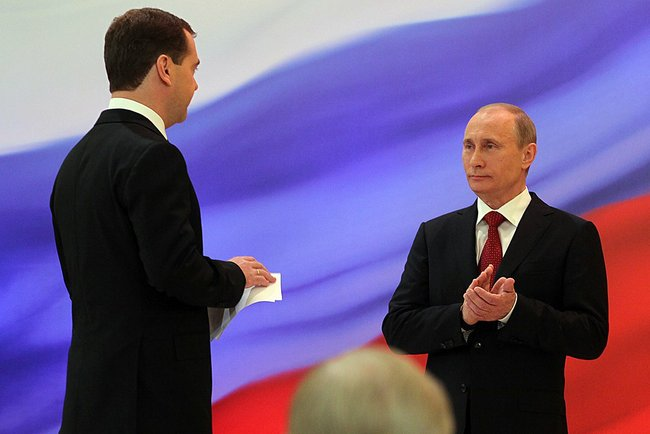
Vladimir Putin và Dmitry Medvedev trong lễ nhậm chức Tổng thống Nga nhiệm kỳ 2.

Chủ nghĩa Putin (tiếng Nga: Путинизм, tiếng Anh: Putinism), cũng gọi là chế độ Putin (tiếng Anh: Putin regime), là hệ thống xã hội, chính trị và kinh tế được hình thành ở Nga dưới sự lãnh đạo của Vladimir Putin. Những thuật ngữ này thường đi đôi với nghĩa tiêu cực, dùng để mô tả hệ thống chính trị Nga dưới sự điều hành của Vladimir Putin trên cương vị Tổng thống (2000 - 2008, 2012 -) và Thủ tướng (giữa nhiệm kỳ thứ hai và thứ ba), nơi nhiều quyền lực chính trị và tài chính được kiểm soát bởi Siloviki - tức là những người có chân trong guồng máy an ninh quốc gia, thuộc về một trong tổng số 22 cơ quan an ninh và tình báo chính phủ, chẳng hạn như FSB, cảnh sát và quân đội. Nhiều người trong số này cùng chung nền tảng nghề nghiệp (tình báo) với Putin, hoặc là bạn thân của ông.
Những điểm căn bản quan trọng của chủ nghĩa Putin là chủ nghĩa dân tộc, bảo thủ về xã hội và đạo giáo, chủ nghĩa tư bản nhà nước và sự chi phối của chính phủ về phương tiện truyền thông. Những điểm này khác hẳn và đe dọa những giá trị cấp tiến của phương tây như tự do cá nhân, khoan dung, chủ nghĩa thế giới (cosmopolitanism) và chủ nghĩa quốc tế (internationalism).

## Chỉ trích
Hệ thống chính trị dưới sự điều hành của Putin chủ yếu được định rõ bởi một số yếu tố của chủ nghĩa tự do kinh tế, sự thiếu minh bạch trong quản trị, chủ nghĩa thân hữu và tham nhũng tràn lan, được nhìn nhận trong Nước Nga Của Putin (Putin's Russia) "một hệ thống và dạng thể chế" (a systemic and institutionalized form), theo một báo cáo của Boris Nemtsov cũng như các nguồn khác. Từ giữa năm 1999 cho đến mùa thu năm 2008, nền kinh tế nước Nga tăng trưởng với một tốc độ ổn định, mà một số chuyên gia cho là liên quan đến sự kiện đồng Rúp mất giá (1998), thời kỳ cải cách cơ cấu của Boris Yeltsin, giá dầu tăng và tín dụng giá rẻ từ những ngân hàng Tây phương. Theo Michael McFaul (tháng 6 năm 2004), sự tăng trưởng kinh tế ngắn hạn, một "ấn tượng" đáng nể của nước Nga "đến đồng thời với sự tàn phá phương tiện tự do báo chí, mối đe dọa cho xã hội dân sự và sự tham nhũng không ngừng về mặt công lý".
Trong suốt hai nhiệm kỳ Tổng thống, Putin đã ký thành luật một loạt các cải cách kinh tế, chẳng hạn như thuế thu nhập bằng phẳng 13%, lợi nhuận giảm thuế, một điều lệ mới về đất đai và một phiên bản mới (2006) của bộ luật dân sự. Trong giai đoạn này, tình trạng thiếu thốn ở Nga đã được cắt giảm hơn một nửa và tổng sản phẩm quốc nội (GDP) đã tăng trưởng nhanh chóng.
Về chính sách ngoại giao, chế độ bị nghi ngờ đã tìm cách thi đua với sự hùng vĩ của Liên Xô cũ, tình trạng giao tranh và chủ nghĩa bành trướng. Vào tháng 11 năm 2007, Simon Tisdall - cây bút của tuần báo The Guardian - nêu rằng "cũng giống như khi nước Nga xuất khẩu cuộc cách mạng Marxist, giờ đây nó có thể tạo ra một thị trường quốc tế cho chủ nghĩa Putin… đa phần phi dân chủ một cách bản năng, thành phần chính trị đầu sỏ và tham nhũng cấp quốc gia nhận thấy rằng sự xuất hiện của nền dân chủ, với cái bẫy hiện hình của nghị viện và sự giả dối của thuyết đa nguyên, hấp dẫn hơn, dễ quản lý hơn giá trị thật".
Nhà kinh tế học người Mỹ Richard W.Rahn (tháng 9 năm 2007) gọi chủ nghĩa Putin là "một nước Nga với chính phủ độc tài dân tộc chủ nghĩa dưới vỏ bọc nền dân chủ mang tính thị trường tự do… một chủ nghĩa mang nặng tính cách phát xít hơn là cộng sản"; ông lưu ý rằng "chủ nghĩa Putin dựa vào sự phát triển nhanh chóng của nền kinh tế Nga trong mức độ hầu hết mọi người đều tăng mức sống, thi với điều kiện trao đổi, họ sẵn sàng chịu đựng sự đàn áp với tính chất hòa hoãn", ông dự đoán rằng "cũng như việc nền kinh tế Nga thay đổi một cách may mắn, chủ nghĩa Putin có thể trở nên áp chế hơn".
Nhà sử học Nga Andranik Migranyan nhận thấy chế độ Putin như khôi phục lại những gì ông tin tưởng là những chức năng tự nhiên của một chính phủ sau giai đoạn thập niên 1990, khi nước Nga đặt dưới sự lãnh đạo của những nhà tư bản độc quyền, nhưng lại chỉ có cái nhìn hạn hẹp. Ông nói "nếu dân chủ được lãnh đạo bởi đa số và bảo vệ quyền lợi cũng cơ hội của thiểu số, thì thể chế chính trị hiện tại có thể được mô tả như là dân chủ, ít nhất về mặt hình thức. Một hệ thống đa đảng chính trị tồn tại ở Nga, trong khi một số khác, hầu hết đại diện cho phe đối lập, có ghế trong Viện Duma Quốc gia".

#### Ảnh hưởng củaFSB

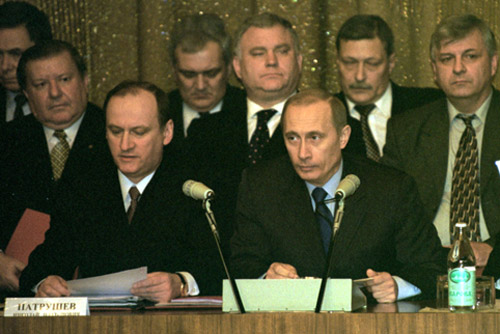
Putin và Nikolai Patrushev tại một cuộc họp mặt của Hội đồng An ninh Liên bang

Theo một số học giả, nước Nga dưới thời Putin đã biến thành một nước công an trị ("FSB state").

Nhà xã hội học Nga Olga Kryshtanovskaya hồi tháng 8 năm 2004 cho rằng, không phải siloviki đã nổi lên nắm quyền, mà chính là giới chính trị Nga đã giao quyền lực cho họ, thế lực của họ đã bắt đầu từ năm 1996, khi Yeltsin được bầu lại.

Cựu trung tướng An ninh Romania Ion Mihai Pacepa, đã xin tị nạn chính trị tại Đức, đã nói trong một cuộc phỏng vấn với tờ báo FrontPage Magazine vào năm 2006, những cán bộ KGB cũ đang điều hành nước Nga, và FSB, ông cho đó là những "người nối nghiệp KGB", được quyền kiểm soát dân chúng bằng điện tín, kiểm soát các hoạt động chính trị, lục soát các cơ sở tư nhân, điều hành các nhà tù riêng của họ.

Nhiều phỏng đoán khác nhau vào năm 2006 cho rằng nước Nga có khoảng chừng 200,000 nhân viên FSB, cứ mỗi 700 dân Nga lại có một người của FSB. 

Nhà chính trị học Julie Anderson viết trong năm 2006: "dưới thời Tổng thống liên bang Nga, trước đó là nhân viên tình báo hải ngoại Vladimir Putin, một 'Quốc gia FSB' bao gồm những nhân viên mật vụ (chekists) được thiết lập và củng cố quyền lực. Những người làm việc thân cận nhất của họ là xã hội đen."

Một bài tường trình của Andrew Kuchins vào tháng 11 năm 2007 nói: "Việc ưu thế của cơ quan an ninh là một điểm chính trong nước Nga của Putin đánh dấu một sự gián đoạn quan trọng đáng lưu ý không chỉ từ thập niên 1990 mà đối với cả lịch sử Liên Xô cũng như nước Nga. Dưới thời kỳ Liên Xô, đảng Cộng sản với chủ nghĩa của nó là miếng keo kết hợp xã hội. Trong thập niên 1990 không có một cơ sở trung ương nào, hay chủ nghĩa nào. Bây giờ, với Putin, các nhân viên chuyên nghiệp KGB cũ chi phối giới ưu tú thống trị Nga. Đây là một loại "tình nghĩa anh em" đặc biệt, một kiểu văn hóa mafia mà ít người ta có thể tin cậy. Văn hóa làm việc của họ thì bí mật và không minh bạch."

## Phản ứng
Nhà văn Michail Schischkin từ chối tham dự hội chợ sách "Book Expo America" với lý do là ông không muốn đại diện cho một chế độ tội ác. Ông ta xấu hổ cho sự phát triển hiện thời của nước Nga. Ông ta không muốn là tiếng nói của một nước, trong đó một chính phủ đầy tham nhũng, và tội ác đã giành lấy quyền lực, nhà nước là một kim tự tháp của sự trộm cắp. (07 tháng 3 năm 2013)

## Áp dụng chủ nghĩa Putin
Chủ nghĩa Putin dùng mô hình chính trị Dân chủ Phi Tự do làm mất dần đi việc độc lập của ngành tư pháp và giới hạn các quyền căn bản cá nhân, nơi mà những biện pháp kiểm soát thường tinh vi hơn là những kiểm duyệt thông thường. Theo như Fareed Zakaria, nhiều chính trị gia đã áp dụng các nguyên tắc căn bản của chủ nghĩa Putin. Họ là Recep Tayyip Erdoğan, Tổng thống Thổ Nhĩ Kỳ; Marine Le Pen của Pháp; Viktor Orbán, thủ tướng Hungary; Geert Wilders của Hà Lan; và Nigel Farage của Anh Quốc.

## Nhận xét
- Anne Applebaum viết trên tờ The Washington Post cho là, một năm trước về trước, Đông Ukraina không có lịch sử xung đột giống dân. Cuộc nội chiến ở Ukraina, là do Putin đặt hàng. Mục đích của cuộc chiến không phải là để đạt được chiến thắng, mà để ngăn ngừa Ukraina có thể trở nên giàu mạnh, bởi vì tình trạng đó là một đe dọa về ý thức hệ cho chủ nghĩa Putin.[10]
- Fareed Zakaria cũng đã viết tương tự 6 tháng trước trên cùng tờ báo: "Thành công của chủ nghĩa Putin sẽ tùy thuộc phần lớn vào Putin và Nga dưới chế độ của ông ta. Nếu ông ta chiến thắng ở Ukraina, làm cho nó trở thành một trường hợp vô vọng đến nỗi mà cuối cùng phải đến Moskva ăn xin, ông ta sẽ là một kẻ chiến thắng. Mặc khác, nếu Ukraina thành công ngoài quỹ đạo của Nga và nền kinh tế của Nga cứ tiếp tục yếu đi, Putin sẽ nhận ra là mình đang cai trị một nước dầu hỏa ở Siberia mà bị thế giới cô lập."[2]